# تابع هرمیتی
در آنالیز ریاضی، به تابعی مختلط تابع هرمیتی گویند که برابر باشد با مزدوج خودش که متغیرش تغییر علامت یافته:
{\displaystyle f(-x)=f(x)^{*}\ }
برای هر {\displaystyle x} عضو دامنهٔ تابع f.
از این تعریف این خصوصیات نتیجه می‌شود که اگر تابع f تابعی هرمیتی بود آنگاه:
- بخش حقیقی تابع f تابعی زوج است.
- بخش موهومی تابع f تابعی فرد است.